# Арачи (Ковасна)
Арачи (рум. Araci) насеље је у Румунији у округу Ковасна у општини Валчеле. Oпштина се налази на надморској висини од 500 m.

## Становништво
Према подацима из 2002. године у насељу је живело 1750 становника.

### Попис2002.
| Расподела становништва по националности 2002.‍ | Расподела становништва по националности 2002.‍ | Расподела становништва по националности 2002.‍ | Расподела становништва по националности 2002.‍ | Расподела становништва по националности 2002.‍ |
| --------------------------------------------- | --------------------------------------------- | --------------------------------------------- | --------------------------------------------- | --------------------------------------------- |
|                                               |                                               |                                               |                                               |                                               |
| Румуни                                        | Румуни                                        |                                               | 650                                           | 37,2%                                         |
| Мађари                                        | Мађари                                        |                                               | 328                                           | 18,8%                                         |
| Роми                                          | Роми                                          |                                               | 767                                           | 44,0%                                         |